# 網球 (球)
比賽用網球分為兩大種類：硬式網球和軟式網球，這兩種都是必須遵照國際網球協會、國際奧林匹克委員會指示使用。

## 軟式網球
外型為白色橡皮球，大小約小於棒球大小。依色澤分等級而非依硬度分類。

## 硬式網球
外型為黃綠色、看起來就像是有毛的棒球。等級以硬度分，數度越小表示越硬，如3號球就比5號球硬，以此類推。比賽用網球通常為2號、3號和5號球。